# Королевский девятиярусный зонт
Королевский девятиярусный зонт (тайск. นพปฎล มหา เศวตฉัตร, Нопхападон Махасаветтачат) — главная часть королевских регалий Таиланда. В настоящее время существует семь девятиярусных зонтов, которые находятся в разных местах Большого дворца в Бангкоке.
С древних времён девятиярусный зонт был одним из наиболее важных символов власти монархов Таиланда. Как правило, эти зонты находятся у королевского трона, кровати и погребальной урны. Во время правления короля Монгкута (Рамы IV) зонт, изготовленный из листьев, был заменён на аналогичный, изготовленный из белого шёлка. Многоуровневая структура зонта символизирует представление о мироздании в буддийской космологии. Первоначально зонт состоял из шести ярусов, впоследствии был изменён на девятиярусный, что символизировало власть короля как завоевателя восьми направлений, в сочетании с бременем королевской власти.
В настоящее время в Таиланде имеются семь экземпляров девятиярусных зонтов, которые находятся Большом дворце в Бангкоке в следующих местах:
- зал Чакри Махапрасат
- зал Дусит Махапрасат
- зал Амарин Виничай
- зал Пайсан Таксин
- зал Чакрапад Пхиман
- тронный зал Ананда Самакхом, в непосредственной близости от дворца Дусит[англ.].